# 周防内侍

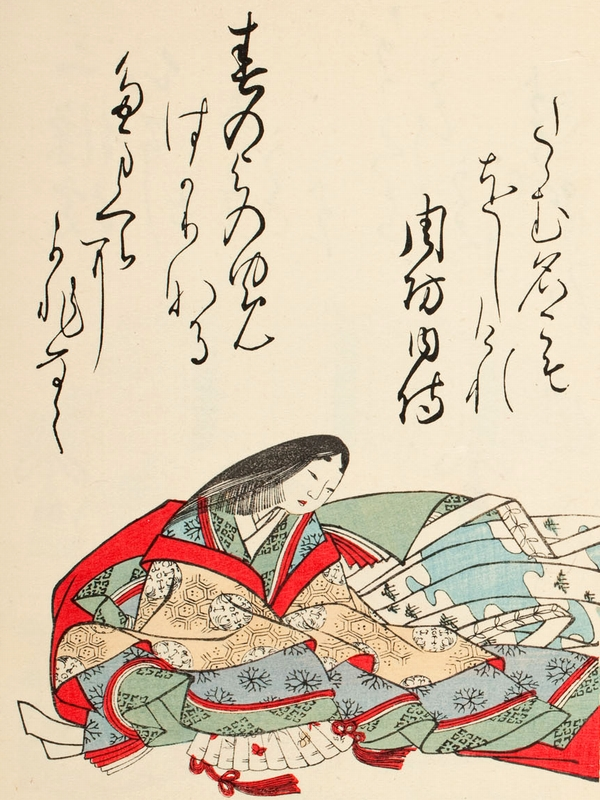
周防内侍
（『大日本國風會編小倉百人一首』）

周防内侍（すおうのないし、1037年（長暦元年）頃 - 1109年（天仁2年）以後 1111年（天永2年）以前）は、平安時代後期の歌人である。女房三十六歌仙の一人。本名は平 仲子（たいら の ちゅうし）。掌侍正五位下に至る。父は「和歌六人党」の一人、桓武平氏の周防守従五位上平棟仲。母は加賀守従五位下源正職の女で、後冷泉院の女房となり小馬内侍と呼ばれた者だという。

## 来歴
はじめ後冷泉天皇に出仕、治暦4年（1068年）春の崩御後は家でふさぎこんでいたが、後三条天皇即位により7月7日から再出仕せよとの命を受け、以後白河天皇、堀河天皇に至る4朝に仕えた。歌合等にも度々参加し、公家・殿上人との贈答歌も残されている。『後拾遺和歌集』以降の勅撰集、家集『周防内侍集』等に作品を残す。天仁元年（1108年）以後、病のため出家、天永2年（1111年）までの間に没したようである。

## 逸話
- 住んでいた家を人手に渡して退去する際、柱に書き付けたという歌が『金葉和歌集』に採られている[4]。

寂超、鴨長明、藤原信実らの残した文献によると、この家は少なくとも建久年間（1190年代）まで荒廃したまま残っていた。その場所は冷泉堀川北西角で、柱には確かに「我さへ軒のしのふ草」の歌が書き付けてあったという。一種の旧跡・名所のようになっていたようで、実際に西行もこの周防内侍旧宅の言わば見学ツアーに参加している。
- 郁芳門院が主催した根合において周防内侍が詠んだ歌[9]、

は、良い歌だと評判になったが、一部には煙が死を暗示する不吉な歌だと非難する者もあった。作者である周防内侍に凶事が起こるのかと思われたが、女院のほうが若くして世を去ってしまった。『俊頼髄脳』や『袋草子』のような歌論書がこの逸話を取り上げていることから、この歌と女院の早世に因果関係があるかのように人々の噂として語られていたと考えられる。
- 近世になって百人一首の普及と共に、周防内侍とその歌に関する逸話は大衆化し、彼女の機知や思慮深さを称賛する記述が多く見られるようになり[* 3]、さらには彼女と藤原忠家をめぐる恋愛譚に発展し[* 4]、元禄年間に江戸で流行した土佐浄瑠璃の作品『周防内侍美人桜』の成立に至った。

## 作品
勅撰集
| 歌集名         | 作者名表記        | 歌数 | 歌集名         | 作者名表記 | 歌数 | 歌集名         | 作者名表記 | 歌数 |
| -------------- | ----------------- | ---- | -------------- | ---------- | ---- | -------------- | ---------- | ---- |
| 後拾遺和歌集   | 周防内侍          | 4    | 金葉和歌集     | 周防内侍   | 4    | 詞花和歌集     | 周防内侍   | 3    |
| 千載和歌集     | 内侍周防 周防内侍 | 2    | 新古今和歌集   | 周防内侍   | 5    | 新勅撰和歌集   | 周防内侍   | 3    |
| 続後撰和歌集   | 周防内侍          | 1    | 続古今和歌集   |            |      | 続拾遺和歌集   | 周防内侍   | 3    |
| 新後撰和歌集   |                   |      | 玉葉和歌集     | 周防内侍   | 2    | 続千載和歌集   |            |      |
| 続後拾遺和歌集 | 周防内侍          | 1    | 風雅和歌集     |            |      | 新千載和歌集   | 周防内侍   | 3    |
| 新拾遺和歌集   | 周防内侍          | 1    | 新後拾遺和歌集 | 周防内侍   | 2    | 新続古今和歌集 | 周防内侍   | 2    |

定数歌・歌合
| 名称               | 時期               | 作者名表記 | 備考 |
| ------------------ | ------------------ | ---------- | ---- |
| 郁芳門院根合       | 寛治7年（1093年）  |            |      |
| 高陽院歌合         | 寛治8年（1094年）  |            |      |
| 前関白師実家歌合   | 嘉保元年（1094年） |            |      |
| 鳥羽殿前栽合       | 嘉保2年（1095年）  |            |      |
| 中宮権大夫能実歌合 | 永長元年（1096年） |            |      |
| 備中守仲実女子根合 | 康和2年（1100年）  |            |      |
| 堀河院艶書合       | 康和4年（1102年）  |            |      |

私家集
- 『周防内侍集』 （藤原俊成筆 重要文化財） 96首

その他
- 『栄花物語』は、複数の女房によって書き継がれたという説があるが、続編の作者の一人として、周防内侍の名も挙げられている[11]。

## 百人一首
- 67番

二条院で貴族たちが語らっていた夜、ふと疲れた周防内侍が「枕がほしい」と言ったところ、藤原忠家が「これを枕に」と御簾の下から腕を差し出してきたため詠んだ歌。
藤原忠家は、この歌を受け、「契りありて春の夜深き手枕をいかがかひなき夢になすべき」と歌を返している。